# Marcetia ericoides
Marcetia ericoides är en tvåhjärtbladig växtart som beskrevs av Célestin Alfred Cogniaux. Marcetia ericoides ingår i släktet Marcetia och familjen Melastomataceae. Inga underarter finns listade i Catalogue of Life.